# لایدن (نیومکزیکو)
لایدن (به انگلیسی: Lyden) یک منطقهٔ مسکونی در ایالات متحده آمریکا است که در شهرستان ریو آریبا، نیومکزیکو واقع شده‌است. لایدن ۲۴۵ نفر جمعیت دارد و ۱٬۷۴۸٫۰۵ متر بالاتر از سطح دریا واقع شده‌است.